# Giorgio Mannini
Ottavio Giorgio Mannini (* 30. September 1884 in Florenz; † 27. Juni 1953 in Rom) war ein italienischer Filmregisseur.

## Leben
Mannini arbeitete als Journalist für La Tribuna in seiner Heimatstadt und ging 1920 nach Rom, wo er seine Filmkarriere begann, als er für Carmine Gallone Regieassistenzen übernahm. Im Jahr darauf war er dessen Ko-Regisseur bei La figlia della tempesta und drehte drei weitere Filme bis 1923, darunter der in Indien entstandene Savitri Satyavan. 1934 folgte ein einziger Tonfilm, La serva padrona; bis auf diesen und eine weitere Regieassistenz für Gallone 1937 blieb Mannini bei seinem Wirken als Journalist.

## Filmografie (Auswahl)
- 1921: La figlia della tempesta (Ko-Regie)
- 1923: Savitri Satyavan
- 1934: La serva padrona